# Digital-Pixel-Sensor
Der Digital-Pixel-Sensor (DPS) ist eine Entwicklung der Stanford University in Kalifornien. Es handelt sich dabei um einen Bild-Sensor, der auf den Grundlagen der CMOS-Sensoren basiert, jedoch auf Grund einer speziellen Abtastmethodik eine erheblich größere Dynamik und in vielen Fällen ein deutlich besseres Signal-Rausch-Verhältnis als herkömmliche Sensoren aufweist. Weiterhin sind bei geeigneten Lichtverhältnissen Bildraten bis hin zu 10.000 Bildern je Sekunde erzielbar.

## Geschichte
Der Sensortyp wurde in den Jahren um 1999 zur Reife gebracht und das zu Grunde liegende Prinzip zum Patent angemeldet. An der Entwicklung waren Stuart Kleinfelder, SukHwan Lim, Xinqiao Liu und Abbas El Gamal beteiligt. Die kommerzielle Umsetzung als Halbleiter und Produkt liegt in den Händen der kalifornischen Firma pixim, die sich vor allem dem Bereich der Überwachungskameras zuwendet. Das Unternehmen gewann beispielsweise im Jahr 2006 den Produktpreis in der Kategorie Sensorik der deutschsprachigen Fachzeitschrift Elektronik für sein Sensor-Modell D2500.

## Aufbau
Die Struktur des Wandlers ist so gestaltet, dass er in seinen Zellen ein nachgeschaltetes Zähler-Register hat, das bei Erreichen des optimalen Belichtungspunktes, d. h. kurz vor der Sättigung, einfriert und später ausgelesen werden kann. Speicherzellen, die ab einem bestimmten Zählerwert noch immer nicht den Optimalpunkt erreicht haben, werden erfasst, indem die Vergleichsspannung in Abhängigkeit von weiteren Zählerschritten abgesenkt wird. Durch digitales Auslesen der Zähler-Register wird so für jedes Pixel ein Helligkeitswert bestimmt.
Kombiniert mit der Methode des „correlated double sampling“ (CDS), bei der Doppel- und Mehrfachabtastungen zur Verbesserung des Ergebnisses eingesetzt werden, sind weitere Steigerungen der Abtast-Präzision möglich. Darüber hinaus wird damit die Möglichkeit zur automatischen Kompensation des bei Bild-Sensoren prinzipiell vorhandenen und variablen Dunkel-Offsets verfügbar. Insbesondere lässt sich damit die Dynamik des Ausgangssignals steigern. Es kommt zu einer Aufweitung des Abtastvermögens, die sich nur bedingt als binäre Größe in Form der Anzahl der Bits ausdrücken lässt, eher lässt sich diese mit dem Konzept von Mantisse und Exponent, wie von Konrad Zuse für die Computertechnik entwickelt, vergleichen. Manche Quellen sprechen dennoch von beispielsweise einer 17-Bit-Auflösung. Vergleichbare reguläre Sensoren werden oft mit 10 Bit klassifiziert, selten sind es 12 Bit oder gar noch mehr, was schlichtweg technische Grenzen auf Grund des Rauschens im System sind.
Da DPS über die bereits im direkten Pixel-Umfeld realisierte Abtastung die Messdaten zerstörungsfrei zur Auswertung weiterleiten kann, sind diverse Möglichkeiten zur gezielten Ausnutzung dieser systematischen Eigenschaft gegeben. Eine generelle Verbesserung in Bezug auf Stör-Effekte (wie etwa Blooming bei CCD-Sensoren, oder Spannungsrauschen bei APS/CMOS) ergibt sich bereits aus den sehr kleinen Abständen zwischen sensitivem Element und dem Komparator, der den digitalen Speicher steuert.